# Christiansburg (Ohio)
Pour les articles homonymes, voir Christiansburg.
Christiansburg est un village américain situé dans le comté de Champaign, dans l'Ohio. Selon le recensement de 2010, sa population est de 526 habitants.